# Gymnura hirundo
Gymnura hirundo är en rockeart som först beskrevs av Lowe 1843.  Gymnura hirundo ingår i släktet Gymnura och familjen Gymnuridae. Inga underarter finns listade i Catalogue of Life.